# Бусо VI фон дер Шуленбург
Бусо VI фон дер Шуленбург (на немски: Busso VI Graf von der Schulenburg; * пр. 1550; † 1601/1605) е граф от „Бялата линия“ на благородническия род фон дер Шуленбург.

## Произход
Той е син на граф Ханс VIII фон дер Шуленбург († 1558/1568) и съпругата му Анна фон Финеке († сл. 1568). Внук е на рицар Бусо II фон дер Шуленбург († сл. 1502/сл. 1508) и правнук на Бусо I фон дер Шуленбург († 1475/1477), рицар от „Бялата линия“, и втората му съпруга Армгард Елизабет фон Алвенслебен.
Брат е на Кристоф фон дер Шуленбург († 1553), Каспар III фон дер Шуленбург († 1581/1583), Фриц IX фон дер Шуленбург († 1605), Ханс IX фон дер Шуленбург († 1588), Ингебург фон дер Шуленбург († 1599), омъжена за Якоб фон Бредов, и Катарина фон дер Шуленбург († 1577), омъжена за Раймар фон Алвенслебен. Роднина е на Кристоф фон дер Шуленбург (1513 – 1580), последният католически епископ на Ратцебург (1550 – 1554).

## Фамилия
Бусо VI фон дер Шуленбург se жени за Маргарета фон Бюлов († 1600). Те имат четири деца:
- Ханс XII фон дер Шуленбург († 1625), женен за Луция фон Дитфурт; има 10 деца
- Анна фон дер Шуленбург (* 7 август 1556, Фергунст; † 1 септември 1626, Кревезе), омъжена на 6 ноември 1575 г. във Фергунст за Панталеон фон Бисмарк (* 7 март 1539, замък Бургщал; † 9 март 1604, Кревезе)
- Франц I фон дер Шуленбург († сл. 1601), женен за фон Керберг
- Гьодел фон дер Шуленбург